# Emilienbrunnen

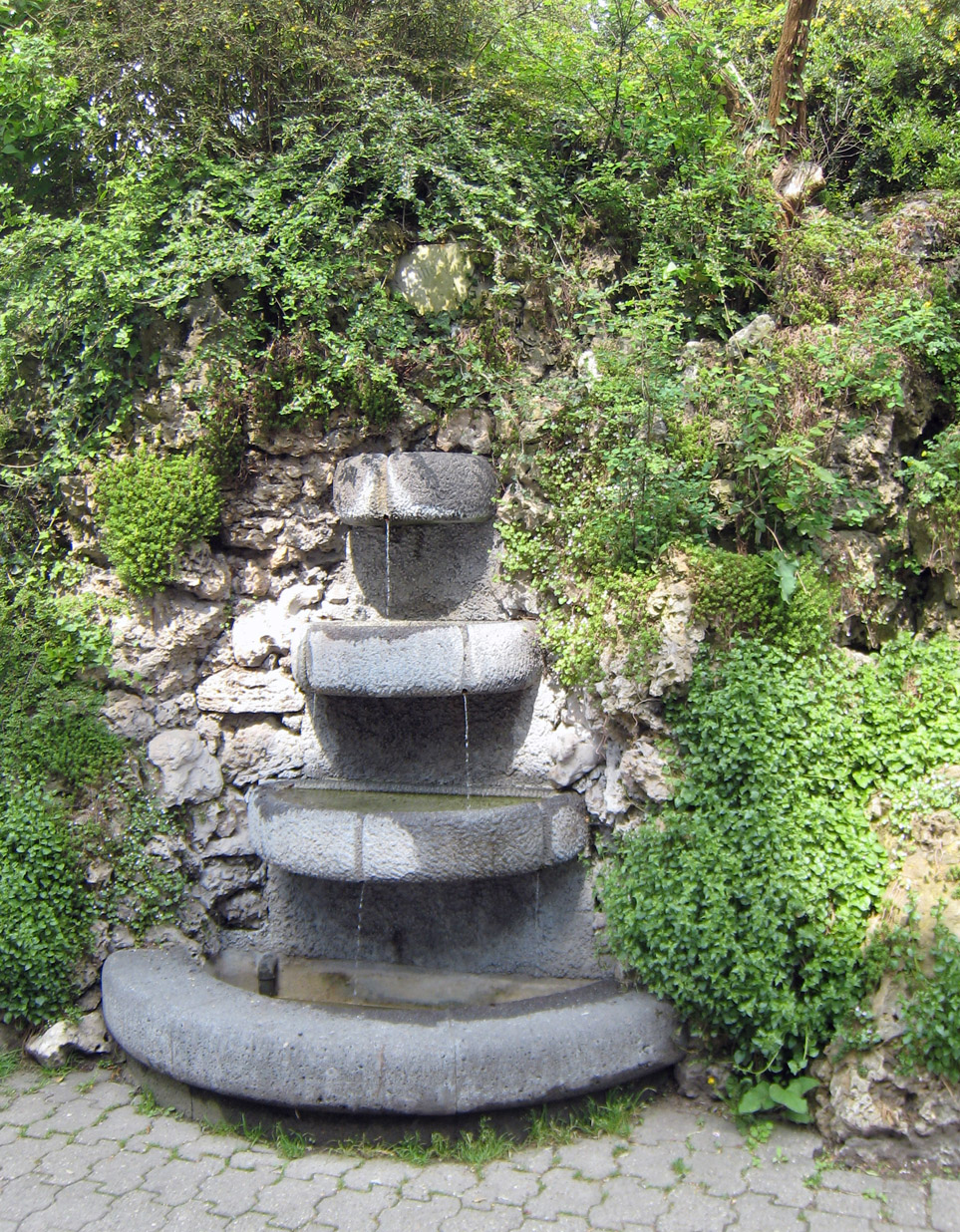
Emilienbrunnen 2018

Der Emilienbrunnen ist eine Brunnenanlage an der Schlossstraße in Bensberg. Er trägt den Namen der Stifterin Emilie Schmitz und wurde vom Verschönerungsverein Bensberg – dem Emilie Schmitz lange vorstand – als Anerkennung und zum Dank für ihre großzügigen Spenden, die der ehemaligen Gemeinde Bensberg zugutekamen, 1890 erbaut. Praktischer Grund des Brunnenbaus war die Anlage einer Wasserleitung zur Schlossstraße. Für einen öffentlichen Trinkbrunnen wurden verschiedene Entwürfe vorgelegt; die Realisierung des  Aufwändigsten ermöglichte die Spenderin durch eine Gabe von 1500 Mark.
Der Brunnen besteht aus vier halbkreisförmigen Basaltlava-Schalen, deren Größe von oben nach unten zunimmt. Sie sind in eine künstliche Korallensteinwand eingelassen. Über den Becken trägt eine weiße Marmortafel den Namen der Spenderin und die Abkürzung des Verschönerungsvereins (V.V.B.).
Um 2020 begann die Stadt Bergisch Gladbach, die Innenstadt von Bensberg im Bereich der Schlossstraße umzugestalten. Davon war besonders der Bereich in der Umgebung des Emilienbrunnens betroffen. Für den Brunnen musste in diesem Fall ein anderer Platz gefunden werden. In der Öffentlichkeit wurden die Pläne kritisch betrachtet. Der Bergische Geschichtsverein Rhein-Berg e.V. lehnte eine Translozierung vehement ab.
Ein nachgebesserter Entwurf ermöglichte, dass der Emilienbrunnen mit der Korallenwand fünf Meter nach hinten verschoben wurde. Am 15. Mai 2025 konnte der Brunnen erneut eingeweiht werden. Eine Infotafel des BGV Rhein-Berg erläutert die Geschichte des Brunnens und seiner Spenderin.